# شيرين زورياستيني
شيرين زوياستيني (بالنرويجية: Schirin Zorriassateiny)‏ (مواليد 4 أبريل 1964 في لورينسكوغ) هي لاعبة جمباز نرويجية.
تلعب شيرين للنرويج في منافسة الجمباز الإيقاعي الفردية الشاملة في دورة الألعاب الأولمبية الصيفية لعام 1984 في لوس أنجلوس.
كانت في المركز 19 في الجولة التمهيدية (التأهل) وتقدمت إلى المباراة النهائية لـ 20 منافسًا. في النهاية أنهت المركز العشرين في المجمل.

## روابط خارجية
- شيرين زورياستيني على موقع الاتحاد الدولي للجمباز (biography) (الإنجليزية)
- شيرين زورياستيني على موقع اللجنة الأولمبية الدولية (الإنجليزية)
- شيرين زورياستيني على موقع أوليمبيديا (الإنجليزية)